# Gjoko Hadžievski
Gjoko Hadžievski, född 31 mars 1955, är en makedonsk tidigare fotbollsspelare och tränare.
Gjoko Hadžievski var tränare för det makedonska landslaget 1996–1999 och azeriska landslaget 2007.